# Copa Artemio Franchi de 1993
A Copa Artemio Franchi de 1993 foi a segunda edição da Copa Artemio Franchi, uma partida de futebol oficial entre os vencedores dos campeonatos sul-americano e europeu anteriores. A partida contou com a Argentina, vencedora da Copa América de 1991, e a Dinamarca, vencedora da Eurocopa de 1992. Foi disputada no Estadio José María Minella em Mar del Plata, Argentina, em 24 de fevereiro de 1993. 
A Argentina venceu a partida por 5 a 4 nos pênaltis após um empate em 1 a 1 após a prorrogação para conquistar seu primeiro título da Copa Artemio Franchi. Seria o último troféu que Diego Maradona conquistaria pela Argentina.

## Equipes
| Equipe    | Confederação | Qualificação                       |
| --------- | ------------ | ---------------------------------- |
| Argentina | CONMEBOL     | Vencedores da Copa América de 1991 |
| Dinamarca | UEFA         | Vencedores da Eurocopa de 1992     |

## Partida

### Detalhes
| 24 de fevereiro de 1993 | Argentina    | 1 – 1 (pro) | Dinamarca            | Estádio José María Minella, Mar del Plata      |
|                         | Caniggia 30' |             | Craviotto 12' (o.g.) | Público: 34,683 Árbitro: Sándor Puhl (Hungria) |

|                                                     |       | Penalidades                                         |  |
| Maradona Batistuta Simeone Mancuso Caniggia Saldaña | 5 – 4 | Elstrup Mølby B. Nielsen Vilfort B. Laudrup Goldbæk |  |

| Argentina | Dinamarca |

|              |    |                    |     |      |
|              |    |                    |     |      |
| G            | 1  | Sergio Goycochea   |     |      |
| Z            | 4  | Néstor Craviotto   | 71' | 117' |
| Z            | 2  | Jorge Borelli      |     |      |
| Z            | 6  | Sergio Vázquez     | 22' |      |
| Z            | 13 | Ricardo Altamirano |     |      |
| M            | 14 | Diego Simeone      | 16' |      |
| M            | 5  | Alejandro Mancuso  |     |      |
| M            | 10 | Diego Maradona     |     |      |
| M            | 20 | Leonardo Rodríguez |     | 61'  |
| A            | 9  | Gabriel Batistuta  |     |      |
| A            | 7  | Claudio Caniggia   |     |      |
| Substitutos: |    |                    |     |      |
| Z            | 16 | Darío Franco       |     | 61'  |
| M            | 15 | Julio Saldaña      |     | 117' |
| M            |    | Néstor Gorosito    |     |      |
| A            |    | Alberto Acosta     |     |      |
| Técnico:     |    |                    |     |      |
| Alfio Basile |    |                    |     |      |

|                        |    |                  |     |        |
|                        |    |                  |     |        |
| G                      | 1  | Peter Schmeichel |     |        |
| Z                      | 2  | Jakob Kjeldbjerg | 15' |        |
| Z                      | 4  | Lars Olsen       |     |        |
| Z                      | 6  | Torben Piechnik  |     | 38'    |
| Z                      | 3  | Marc Rieper      |     |        |
| M                      | 7  | Johnny Mølby     |     |        |
| M                      | 9  | Bjarne Goldbæk   | 17' |        |
| M                      | 8  | Kim Vilfort      |     |        |
| M                      | 5  | Henrik Larsen    |     | 120+1' |
| A                      | 11 | Brian Laudrup    |     |        |
| A                      | 10 | Lars Elstrup     |     |        |
| Substitutos:           |    |                  |     |        |
| G                      |    | Mogens Krogh     |     |        |
| M                      | 12 | Michael Larsen   |     | 120+1' |
| M                      | 13 | Brian Nielsen    | 69' | 38'    |
| M                      |    | Stig Tøfting     |     |        |
| A                      |    | Mark Strudal     |     |        |
| Técnico:               |    |                  |     |        |
| Richard Møller Nielsen |    |                  |     |        |

| Regras da partida - 90 minutos. - 30 minutos de prorrogação se necessário. - Disputa por pênaltis se o placar continuar empatado. - Cinco substitutos. - Máximo de duas substituições. |